# Deportes ecuestres en los Juegos Olímpicos de París 1924
Los deportes ecuestres en los Juegos Olímpicos de París 1924 se realizaron en el Hipódromo de Auteuil (concurso completo) y el Estadio Olímpico Yves-du-Manoir (doma y salto) de París del 21 al 27 de julio de 1924.
En total se disputaron en este deporte cinco pruebas diferentes en las disciplinas de doma individual, salto de obstáculos y concurso completo individual y por equipos. El programa de competiciones fue modificado en relación con la edición pasada, las pruebas de volteo fueron eliminadas.

## Medallero
| Núm. | País           | Oro | Plata | Bronce | Total |
| ---- | -------------- | --- | ----- | ------ | ----- |
| 1    | Suecia         | 2   | 2     | 0      | 4     |
| 2    | Países Bajos   | 2   | 0     | 0      | 2     |
| 3    | Suiza          | 1   | 1     | 0      | 2     |
| 4    | Italia         | 0   | 1     | 1      | 2     |
| 5    | Dinamarca      | 0   | 1     | 0      | 1     |
| 6    | Estados Unidos | 0   | 0     | 1      | 1     |
| 6    | Francia        | 0   | 0     | 1      | 1     |
| 6    | Polonia        | 0   | 0     | 1      | 1     |
| 6    | Portugal       | 0   | 0     | 1      | 1     |
|      | TOTAL          | 5   | 5     | 5      | 15    |